# ولکری پروفایل
والکیری پروفایل (انگلیسی: Valkyrie Profile) یک بازی ویدئویی در سبک نقش‌آفرینی است که توسط ترای-اِیس توسعه یافته و به‌وسیلهٔ انیکس در سال ۱۹۹۹ برای کنسول پلی‌استیشن منتشر شده‌است. این بازی با الهام از اساطیر اسکاندیناوی و یک والکیری به نام لِنِث روایت می‌شود که از میان سرزمین میدگارد به منظور جمع‌آوری ارواح پهلوانانی که در میدان نبرد کشته شده سفر می‌کند تا آن‌ها را یا به عنوان اینهریار، یا همراه شخصی خود برای راگناروک، نبردی برای روشن شدن سرنوشت تمامی مخلوقات و آموزش آن‌ها برای مبارزه با هیولاها به خدمت بگیرد.
بازی با واکنش‌های مثبتی از سوی منتقدان همراه بود و یک موفقیت تجاری به‌شمار می‌رفت. یک نسخه بهبود یافته و سازگار شده از این بازی تحت عنوان والکیری پروفایل: لنث در سال ۲۰۰۶ برای کنسول بازی دستی پلی‌استیشن همراه در دسترس قرار گرفت.

## خلاصه داستان
در روستای کوریاندر (Coriander)، دختری ۱۴ ساله به نام پلاتینا (Platina) با والدین ستمگرش زندگی می‌کند. وقتی روستا با روزهای سخت مواجه می‌شود، دوستش لوسیان (Lucian) متوجه می‌شود که والدینش قصد دارند او را به بردگی بفروشند. این دو فرار می‌کنند، اما پلاتینا در حین فرار گرده‌های سمی گل‌های یک مزرعه نزدیک را استنشاق می‌کند و در آغوش لوسیان جان می‌سپارد.
در سوی دیگر، والکیری به نام لنث (Lenneth Valkyrie) در آسگارد (Asgard) بیدار می‌شود و اودین (Odin) و فریا (Freya) به او مأموریت می‌دهند که جنگجویان نخبه (Einherjar) را برای جنگ با وانیر (Vanir) و رویارویی با راگناروک (Ragnarok) جمع‌آوری کند. اولین افرادی که به خدمت می‌گیرد، شاهدخت جِلاندا (Jelanda) و مزدور سرسختی به نام آرنگریم (Arngrim) هستند. پس از آنکه آرنگریم مغرور ناخواسته باعث تحقیر پدر جِلاندا می‌شود، او نقشه انتقام می‌کشد اما توسط وزیر خیانتکار دربار ربوده شده و به هیولایی تبدیل می‌شود. لنث به آرنگریم کمک می‌کند تا هیولا را شکست دهد و جِلاندا را به عنوان یکی از جنگجویان والهالا (Valhalla) انتخاب می‌کند.
آرنگریم که ناخواسته به آدم‌ربایان جِلاندا کمک کرده بود، عامل اصلی این ماجرا را به قتل می‌رساند اما به جای تسلیم شدن، خودکشی می‌کند. با درخواست جِلاندا، لنث او را نیز به جمع جنگجویان خود اضافه می‌کند، اما اودین و فریا او را شایسته والهالا نمی‌دانند و از پذیرش او خودداری می‌کنند. بنابراین آرنگریم به عنوان همراه همیشگی لنث باقی می‌ماند.